# Fritz Göbel (Fußballspieler)
Fritz Göbel (* 29. Mai 1950) ist ein ehemaliger deutscher Fußballspieler.
Der Mittelfeldspieler spielte bereits in der Jugend für den SSV Reutlingen 05 und absolvierte in der Saison 1971/72 zwei Spiele für die erste Mannschaft der Reutlinger in der Regionalliga Süd. In der Saison 1974/75 nahm Göbel mit dem SSV als Meister der 1. Amateurliga Schwarzwald-Bodensee an der Aufstiegsrunde zur 2. Bundesliga teil. Durch fünf Siege in sechs Gruppenspielen, in denen Fritz Göbel drei Mal vor dem Tor erfolgreich war, schloss er diese Aufstiegsrunde mit seiner Mannschaft erfolgreich ab. In der Zweitligasaison 1975/76 war Göbel für den SSV Reutlingen in 32 Profispielen im Einsatz und verfehlte am Saisonende mit den Reutlingern den Klassenerhalt.